# Hans Jonsson (ishockeyspelare)
Hans Åke Jonsson, född 1973, är en före detta svensk ishockeyback som vunnit både VM och SM samt spelat i NHL.
Jonsson har Järveds IF som moderklubb. Hösten 1988 var han som 15-åring med och vann TV-pucken för Ångermanland, tillsammans med bland annat Markus Näslund och Peter Forsberg. De tre spelade även ihop i det framgångsrika JVM-lag som 1993 tog silver på hemmaplan. Jonsson hade året dessförinnan, 1992, tagit steget från Järveds IF som A pojke till Modo Hockey där han elitseriedebuterade varvat med utlåning till Husum HK i dåvarande näst högsta serien i Sverige, division 1. Från 1993 var han etablerade i Modos A-lag i 16 säsonger. 
1999 åkte Hans Jonsson till NHL för spel med Pittsburgh Penguins. Under sin andra säsong i NHL (2000/01) blev han överraskande klubbens poängbästa back med 22 poäng på 58 matcher, och spelade mycket med förgrundsfigurer som Mario Lemieux, Jaromir Jagr, Martin Straka och Alexei Kovalev. Efter fyra skadeförföljda säsonger i Nordamerika återvände han till Sverige och Modo säsongen 2003/2004. Våren 2007 vann Jonsson SM-guld med Modo och senare samma år, 30 oktober 2007, spelade han sin 500:e tävlingsmatch för klubben. När han la han skridskorna på hyllan 2011 hade han gjort 648 SHL matcher för Modo hockey, 4:a genom alla tider i Modo.
Jonsson har spelat 88 A-landskamper, 12 B-landskamper och 37 J-landskamper. Han har tagit medalj i två av de tre VM där han medverkat: VM-guld 1998 samt VM-brons 1999.